# Istočni grusi jezici
Istočni grusi jezici (privatni kod: egrs), podskupina grusijskih jezika iz zapadnoafričkih država Togo, Gana i Benin. Obuhvaća (7) jezika: 
- Bago-Kusuntu [bqg], 7.500 (2000) (Togo).
- Chala [cll], 3.000 (2003 GILLBT) (Gana),
- Delo [ntr], 10.900 (2003; Gana), 5.400 Togo (1998).
- Kabiyé [kbp], 700.000 (1998 SIL; Togo), 30.000 Benin (Vanderaa 1991), Gana.
- Lama [las], 117.000 Togo (Vanderaa 1991; Togo), 60.000 Benin (2006); nepoznat broj u gani
- Lukpa, [dop], 50.000 Benin (Johnstone and Mandryk 2001), 13.600 Togo (2000 WCD).
- Tem [kdh], 204.000 Togo (1991), 50.000 Benin (Johnstone and Mandryk 2001), 53.000 Ghana.

## Vanjske poveznice
- Ethnologue (14th)
- Ethnologue (15th)